# Сломленный
Broken (рус. Сломленный) — первый эпизод 6-го сезона сериала «Доктор Хаус». Премьера состоялась 21 сентября 2009 года. Продолжительность эпизода равна двум обычным. Из всех основных героев сериала здесь появляются только Грегори Хаус и Джеймс Уилсон (на несколько секунд в сцене звонка Хауса).

## Сюжет
Хаус просыпается в психиатрическом госпитале «Мэйфилд» (англ. Mayfield Psychiatric Hospital) после мучительного курса детоксикации. Почувствовав себя лучше, он собирается покинуть клинику, но доктор Дэррил Нолан (Андре Брауэр), главврач госпиталя, согласится подписать рекомендацию в медицинскую комиссию, о том что Хаус в состоянии вернуться к работе, лишь в том случае, если Грег останется для дальнейшего лечения.
В разговоре Хаус предупреждает доктора Бизли, что сделает всё чтобы получить эту рекомендацию, и, если понадобится, даже перевернет 6-е отделение вверх дном. Вскоре он знакомится со своим соседом по палате Хуаном «Альви» Альваресом (Лин-Мануэль Миранда), который «страдает» от биполярного расстройства, но при этом отказывается принимать лекарства. В ходе лечения Хаус обязан участвовать в групповой терапии, которую проводит доктор Бизли. Он надеется, что его выгонят, если будет оскорблять других пациентов, но у докторов и на этот случай имеются свои методы.
Будучи помещённым в одиночное заключение, Хаус придумывает новую стратегию. Он приносит извинения перед своими друзьями-пациентами за все оскорбления в их адрес, но, на самом деле, понукает ими, дабы создать шумиху по поводу чрезмерной опеки относительно настольного тенниса. Но к удивлению Грега, Доктор Нолан соглашается с требованием пациентов выдать им ракетки, чтобы не играть руками. Хаус терпит очередное поражение.
Позже к группе больных присоединяется молодой человек, считающий себя супергероем по имени «Капитан Свобода» (англ. Freedom Master), который недавно потерял жену. Во время знакомства с ним пациентов, Хаус из окна видит, как доктор Нолан садится в автомобиль с привлекательной женщиной. Он убеждает Альви проникнуть в кабинет Нолана, чтобы получить побольше информации. Однако Альви терпит неудачу, и Хаус находит другое решение. В общей палате на глазах у всех он делает вид, что избивает своего соседа. Хаусу немедленно дают галоперидол, но он прячет его за щекой, а затем отдает другому пациенту в обмен на привилегию поговорить по телефону. Грег звонит Уилсону и просит помощи в шантаже Нолана. Однако Уилсон отказывается, сообщая, что Нолан уже связался с ним и предупредил, что Хаус может проделать что-либо подобное.
Врач по имени доктор Медина убеждает Хауса пройти тест на наркотики, дабы убедиться, что тот принимает антидепрессанты. Так как он прячет все свои таблетки, Грег меняет свою мочу на мочу другого пациента, которому прописаны те же лекарства.
Хаус встречает девушку по имени Лидия (Франка Потенте), которая приходит поиграть на пианино для сестры своего мужа, молчаливой пациентки, некогда игравшей в консерватории. Она заинтриговывает Грега.
Хаус начинает приспосабливаться к жизни в «Мэйфилде». При этом единственной его связью с живым миром являются регулярные визиты Лидии. В процессе обсуждения музыки, она соглашается принести виолончель, на которой раньше играла её молчаливая подруга.
С целью развеселить «Капитана Свободу», Хаус угоняет машину Лидии, предварительно предупредив её об этом, и увозит несчастного «супергероя» в парк аттракционов, чтобы попари́ть над «вентилятором». Но «Капитан Свобода», уверившийся в своей способности летать, прыгает с высоты третьего этажа, в результате получая травмы и переломы.

## В ролях
- Хью Лори — Грегори Хаус
- Роберт Шон Леонард — доктор Джеймс Уилсон
- Андре Брауэр — доктор Дэррил Нолан
- Лин-Мануэль Миранда — Хуан «Альви» Альварес, сосед Хауса по палате
- Франка Потенте — Лидия, жена брата одной из пациенток госпиталя
- Дерек Ричардсон — пациент, считающий себя «Капитаном Свободой»
- Меган Доддс — доктор Бизли
- Эндрю Харрисон Лидс — доктор Медина
- Энджела Беттис — пациентка, пережившая попытку суицида
- Кёртис Армстронг — Рихтер, один из пациентов

## Интересные факты
- За исключением пилотного, это первый эпизод сериала, в котором не было традиционной заставки. В частности, надпись «House, M.D.» была заменена просто на «House».
- Также в титрах был использован шрифт Century Gothic вместо обычного Futura.
- В эпизоде прозвучала музыка Роберта Шумана, Франца Шуберта, Иоганна Себастьяна Баха.
- В этом эпизоде прослеживается определённая связь с сюжетом знаменитого фильма Милоша Формана «Пролетая над гнездом кукушки» (5 премий «Оскар»), в котором герой Джека Николсона оказывается в психиатрической лечебнице. Но если в фильме Формана герой является протагонистом в конфликте с персоналом лечебницы, то Хаус в итоге оказывается атагонистом в борьбе с персоналом, абсолютно не желающим ему зла, но старающимся помочь в том числе и применяя насилие.
- Хаус проходит лечение в отделении № 6, что, возможно, является отсылкой к повести А. П Чехова «Палата № 6».
- Познакомившиеся на съёмках этого эпизода Дерек Ричардсон и Франка Потенте в 2012 году поженились.